# Ferrocarril de Sóller Nr. 1 bis 4
Ferrocarril de Sóller Nr. 1 bis 4 sind Elektrotriebwagen auf Mallorca.
Die Ferrocarril de Sóller (FS) beschaffte für den elektrischen Betrieb ab 1929 vier elektrische Triebwagen der Bauart  AAB FHV, die von den Unternehmen Siemens (elektrischer Teil) und Carde y Escoriaza (mechanischer Teil) geliefert wurden. Diese vier Triebwagen reihte die FS als Nr. 1 bis 4 in ihren Bestand ein. Seither wickeln sie den Gesamtverkehr zwischen Palma und Sóller ab.
Zwischenzeitlich wurden die Fahrzeuge technisch modernisiert, wobei viel Wert darauf gelegt wurde, das historische Äußere zu erhalten. Die Wagen erhielten u. a. eine Kleinspannungsversorgung mit 27 V, eine elektronische Schaltwerksansteuerung, Signalbeeinflussungsanlagen, Funk und Tachometer mit Fahrtenschreiber. Sichtbar sind diese Änderungen jedoch nur am Umformer für die Kleinspannung, an den zugesetzten Fenstern in Wagenmitte, den in die alten Lampengehäuse eingebauten Halogenscheinwerfern und in den Führerständen.
Gebremst wird der Zug jedoch nach wie vor mit der ursprünglichen Hardy-Saugluftbremse.

## Galerie

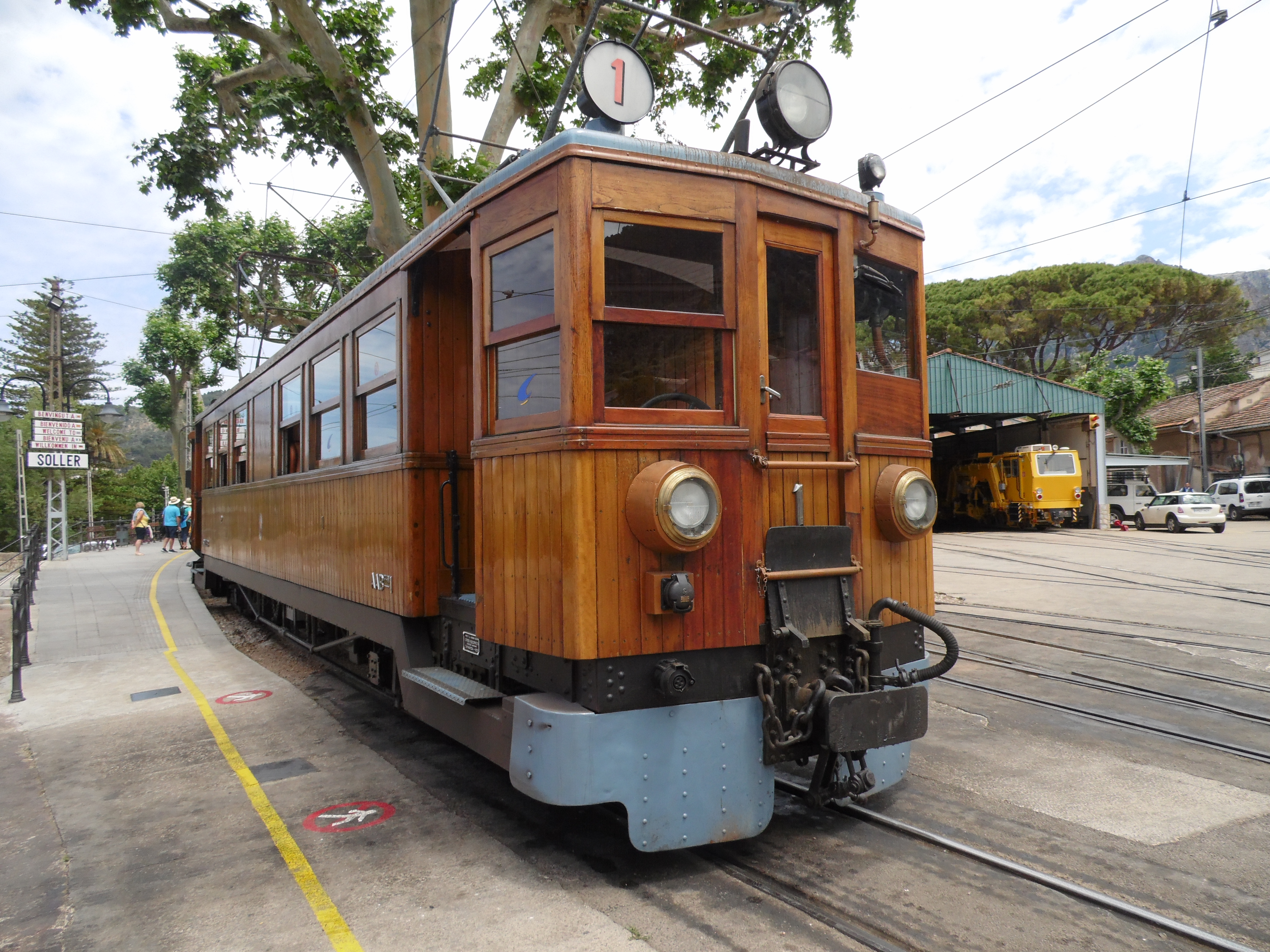
Triebwagen 1 in modernisiertem Zustand.
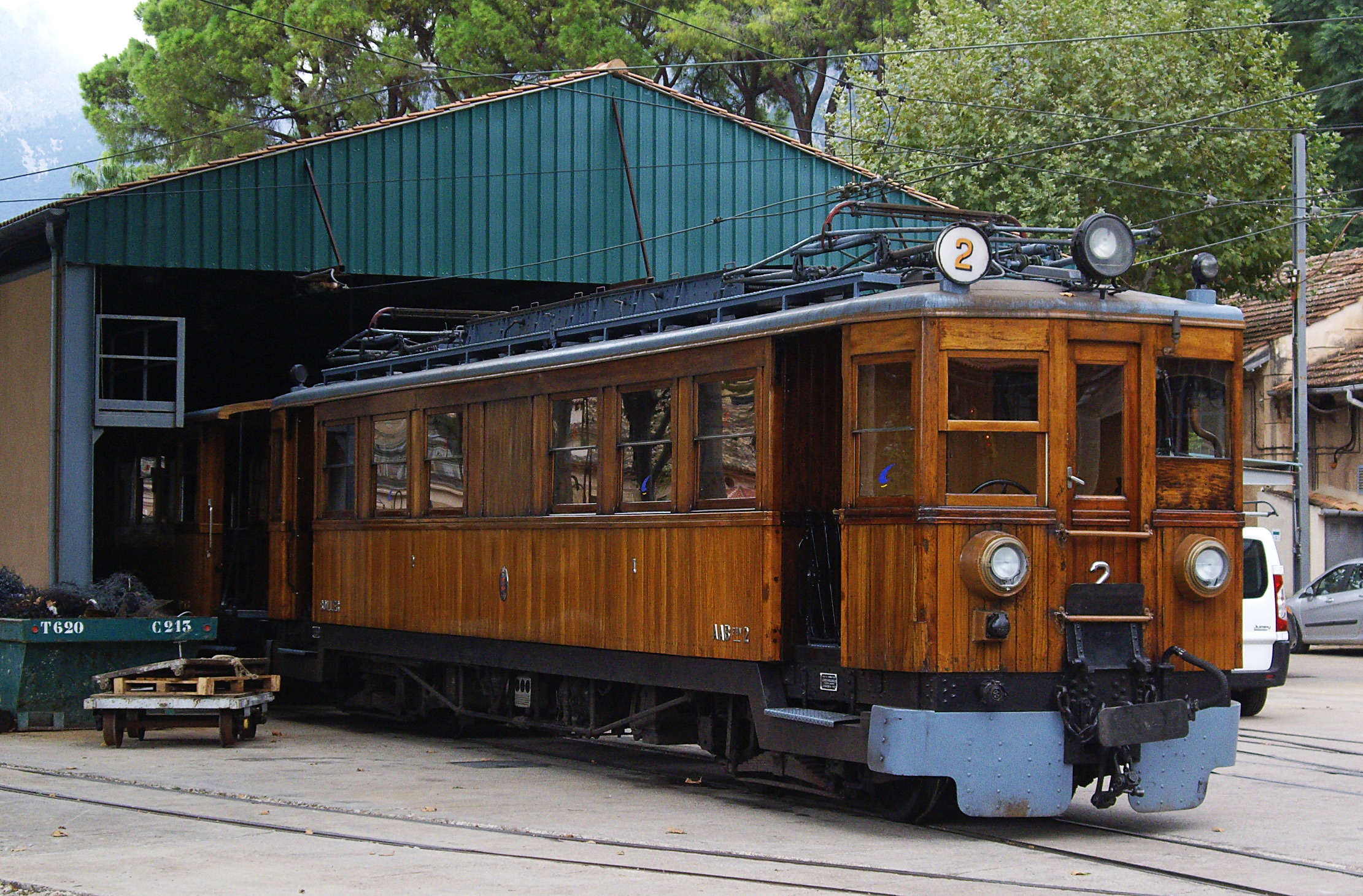
Triebwagen 2 vor dem Depot im Bahnhof Sóller.
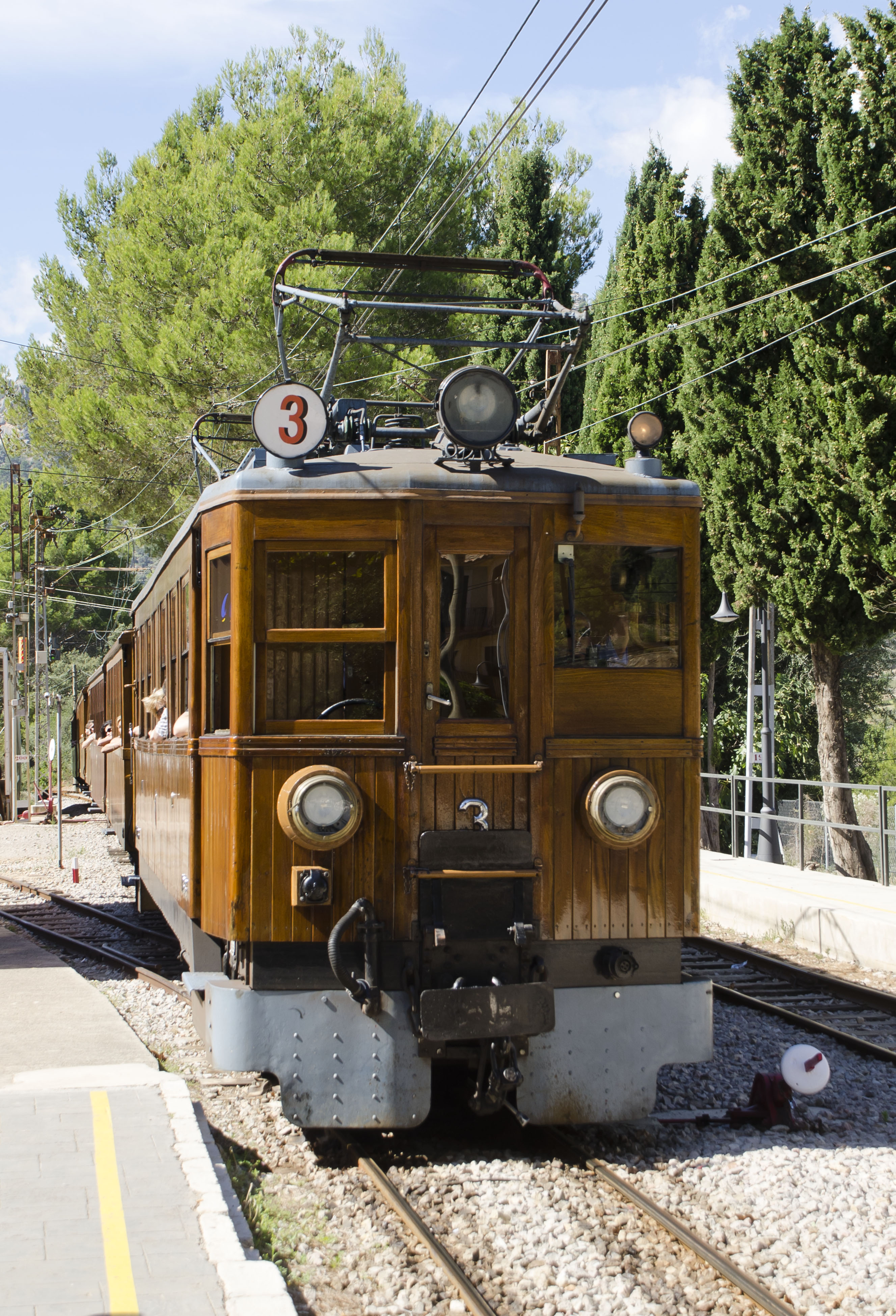
Triebwagen 3 bei der Einfahrt in Bunyola.
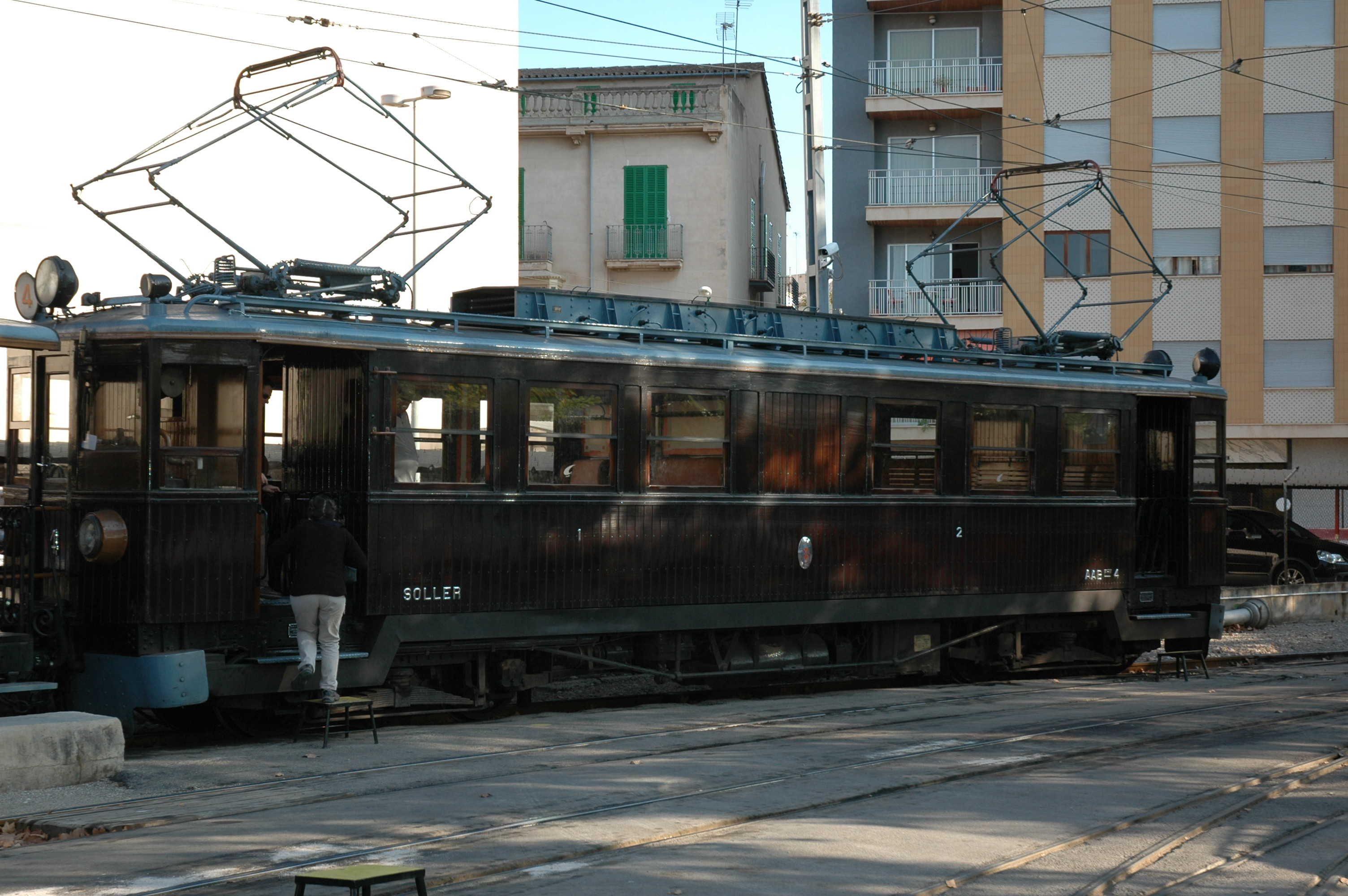
Triebwagen 4 vor der Restaurierung.
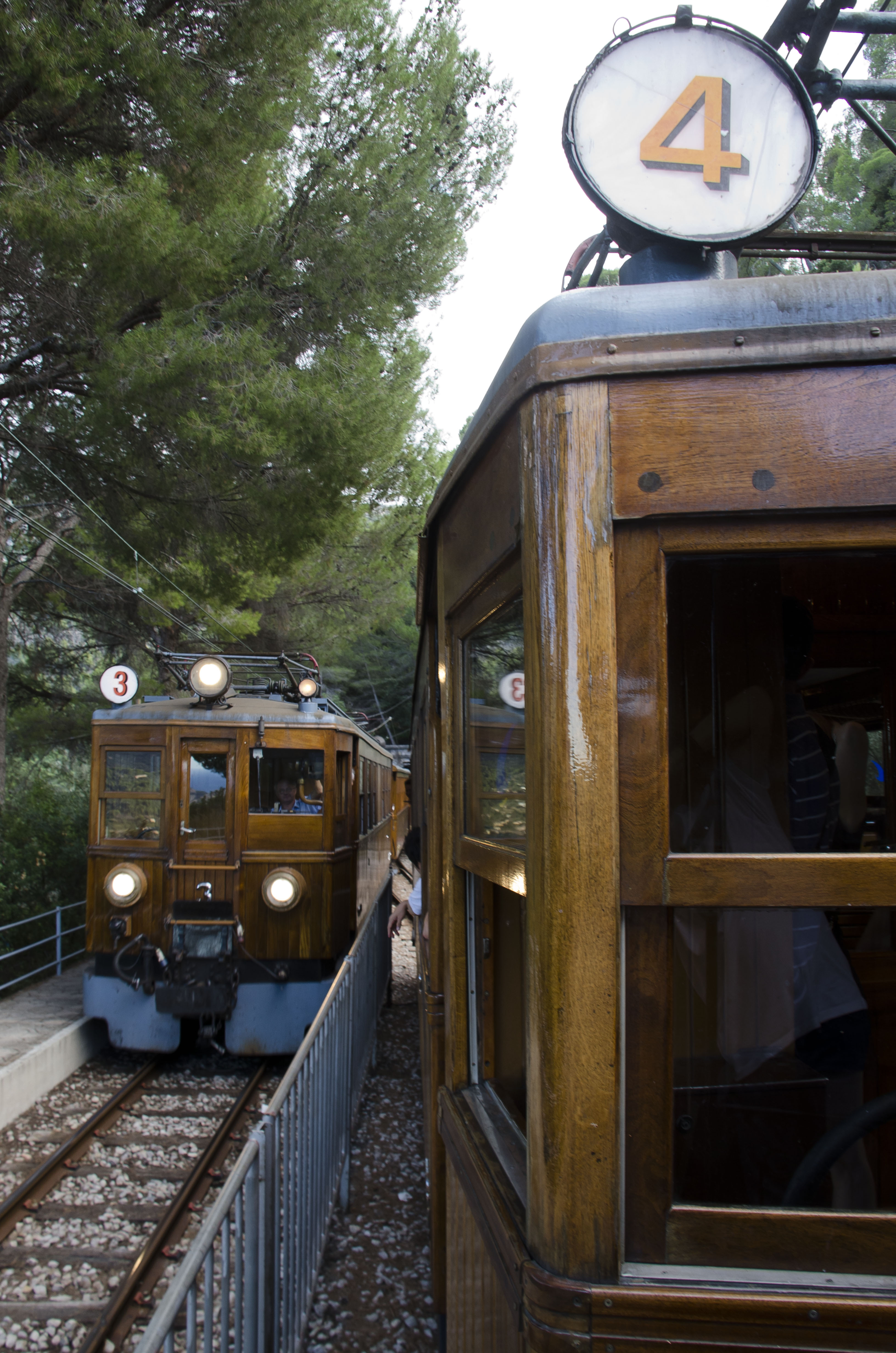
Kreuzung zweier Züge unterwegs.
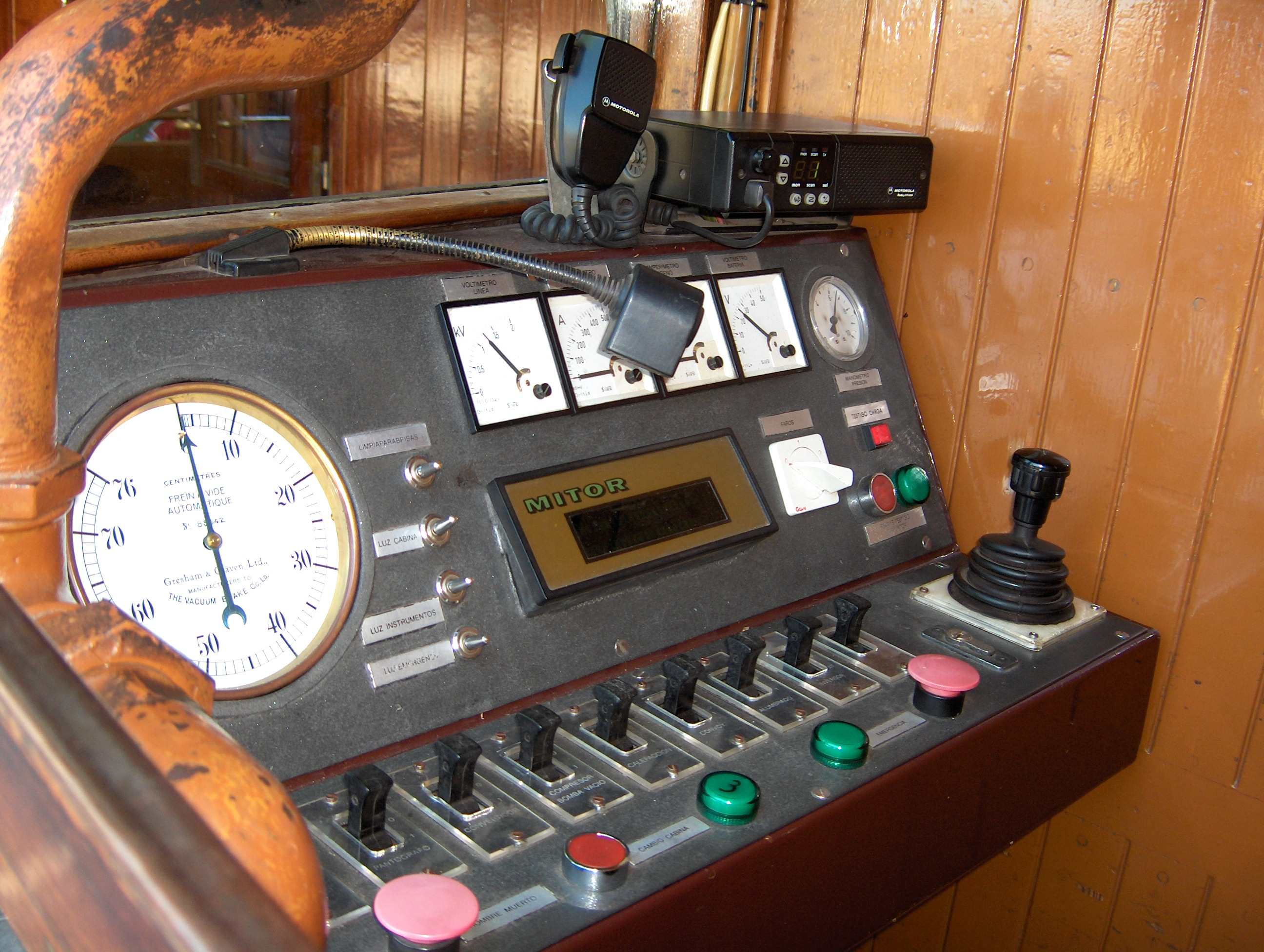
Modernisiertes Fahrpult der Triebwagen, rechts zu sehen der Joystick der Traktionssteuerung. Links das Vakuummeter und die Leitung zum Schieber der Hardy-Vakuumbremse.
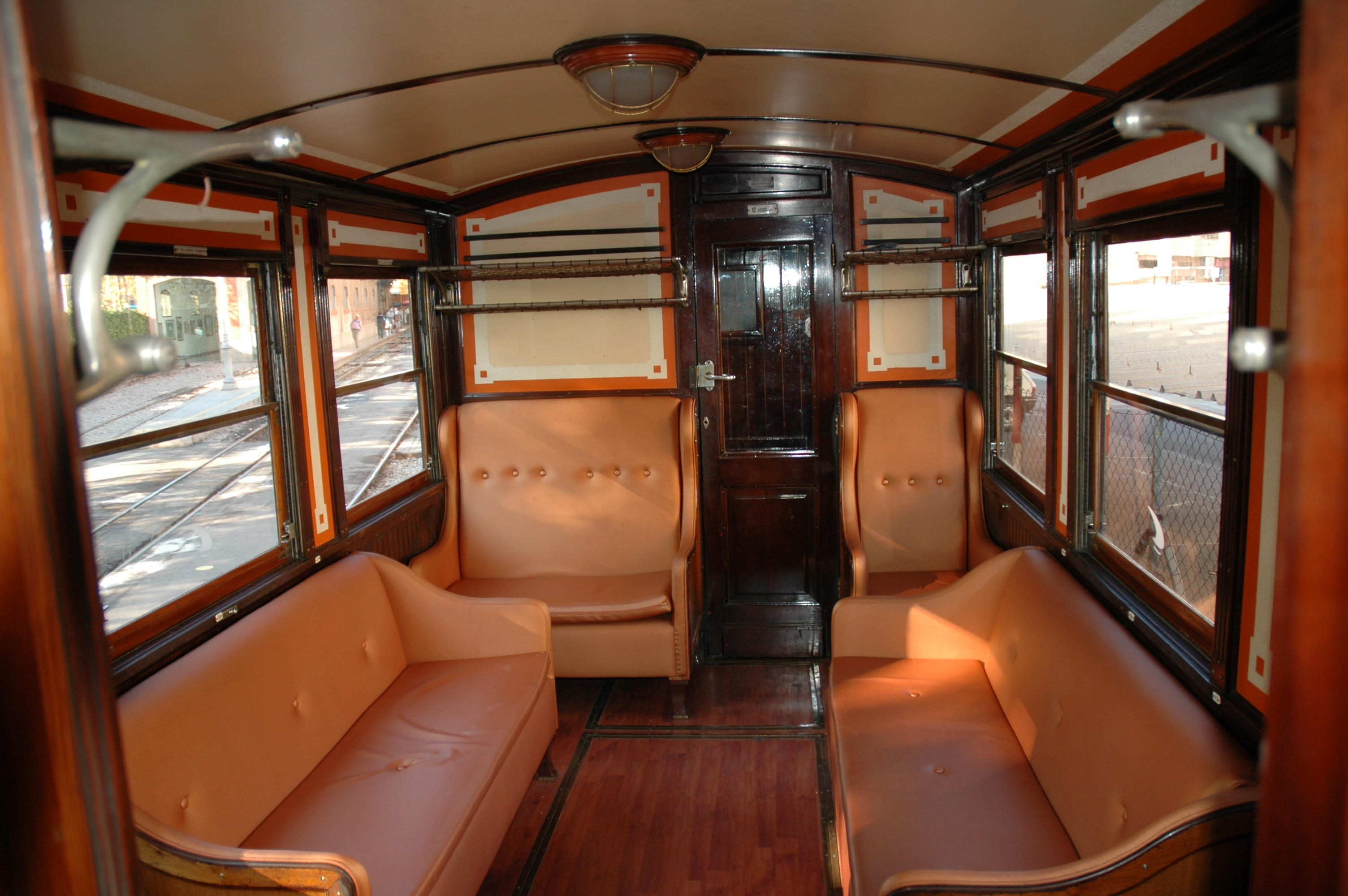
Erste Klasse-Abteil von Triebwagen 4.
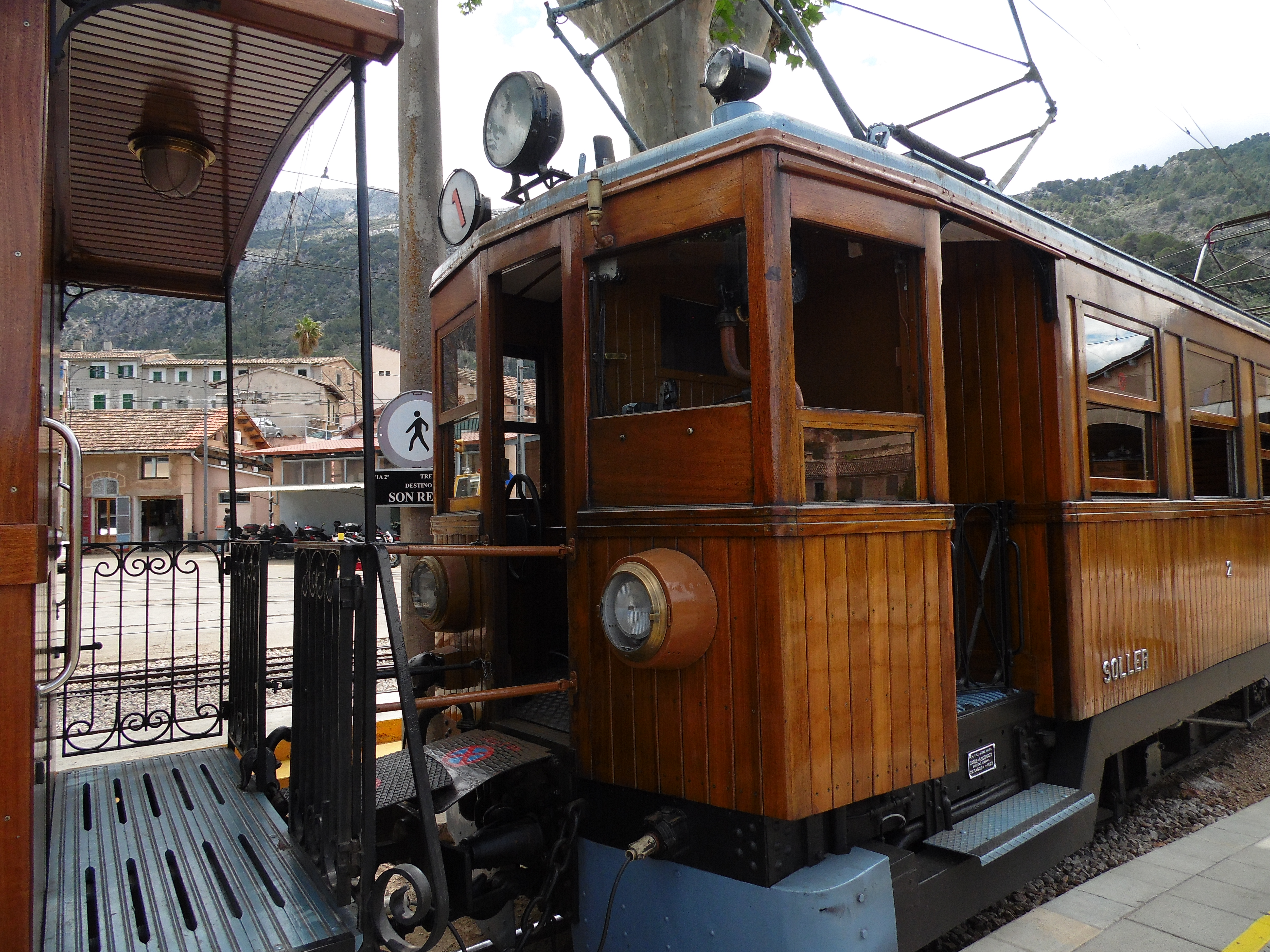
Übergang zwischen Triebwagen und angehängten Personenwagen.
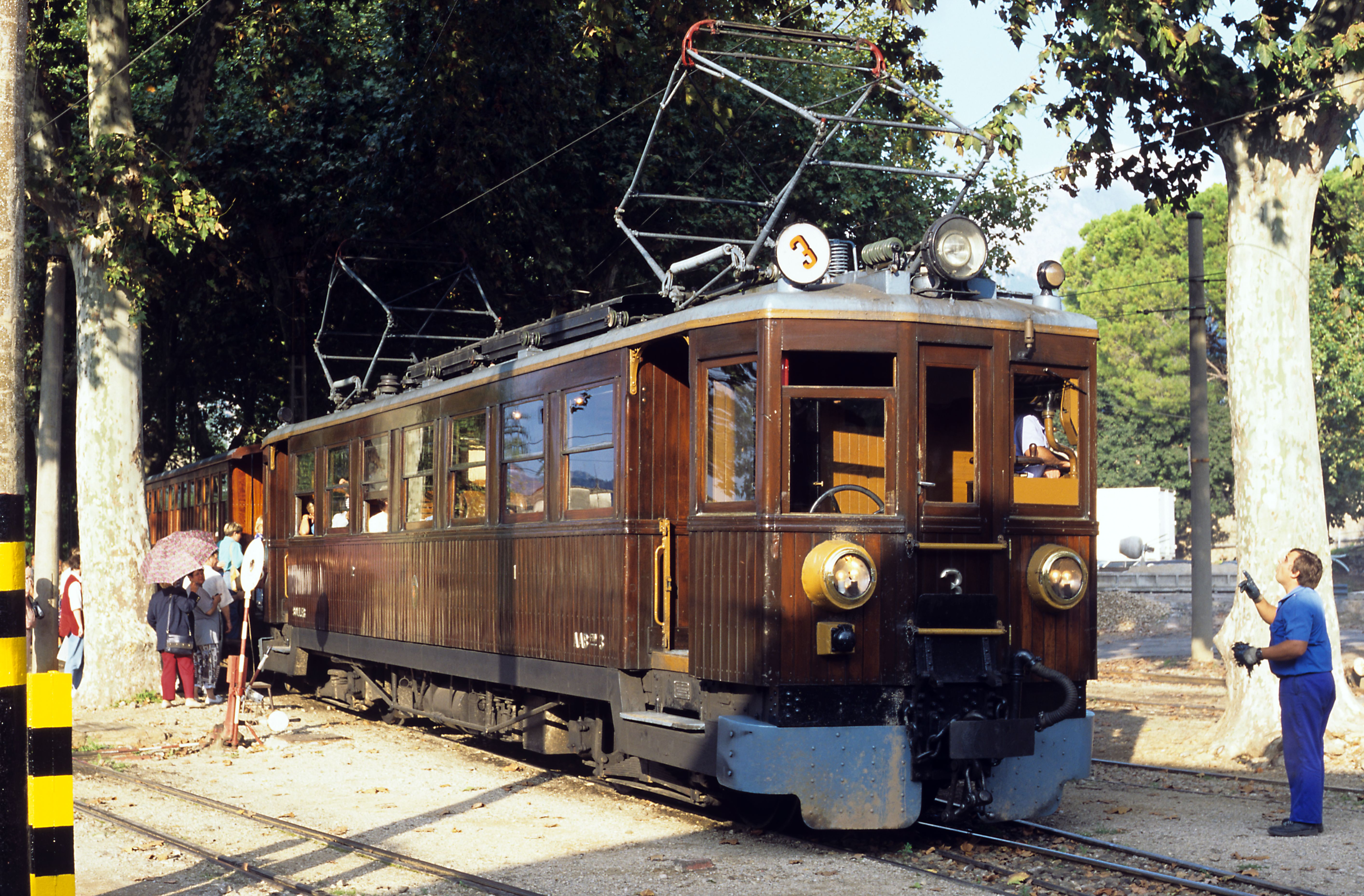
Triebwagen 3 noch mit dem dunklen Wagenkasten vor der Modernisierung.